# Henri de Séré
Pour les articles homonymes, voir Sère.
Henri Marie de Séré est un homme politique français né le 16 janvier 1808 à Plouër-sur-Rance (Côtes-du-Nord, actuellement Côtes d'Armor) et décédé le 12 février 1878.

## Biographie
Propriétaire terrien, il est député d'Ille-et-Vilaine de 1849 à 1851, siégeant à droite avec les royalistes.

## Sources
- « Henri de Séré », dans Adolphe Robert et Gaston Cougny, Dictionnaire des parlementaires français, Edgar Bourloton, 1889-1891 [détail de l’édition]